# Louise von Fersen
Lovisa (Louise) Sofia von Fersen, född Piper 1777 i Stockholm, död 1849 i Stockholm, var en svensk grevinna och hovfunktionär. 
Hon var dotter till hovmarskalken Sten Abraham Piper och friherrinnan Catharina Ehrensvärd, som varit hovfröken, och gifte sig 1797 med överstekammarherren greve Fabian Reinhold von Fersen. Hon var hovfröken hos Sofia Albertina 1794–1797, hovmästarinna hos drottning Fredrika 1804–1805 och överhovmästarinna 1805–1810. 
Hans Gabriel Trolle-Wachtmeister sade om henne att hon "var den skönaste junogestalt man kunde se" och "onekligen det mest bildade fruntimmer i de högre kretsarna".